# الکینگتون، گلوسیترشیر
الکینگتون (به انگلیسی: Alkington) یک سکونتگاه مسکونی در انگلستان است که در استرود واقع شده‌است.

## خصوصیات
الکینگتون ۶۳۸ نفر جمعیت دارد.